# Shunta Shimura
Shunta Shimura (født 26. april 1997) er en japansk fodboldspiller, som spiller for den japanske fodboldklub Thespakusatsu Gunma.